# Пай Нам Себ
Пай Нам Себ, другой вариант — Пай Нам-Себ, неофициальное русское имя — Константин (13 марта 1908 года, деревня Попова Гора, Никольск-Уссурийский уезд, Приморская область, Приамурский край — 3 декабря 1976 года, Ташкент, Узбекская ССР) — бригадир тракторной бригады 2-й Нижне-Чирчикской МТС Ташкентской области, Узбекская ССР. Герой Социалистического Труда (1951).

## Биография
Родился в 1908 году в крестьянской семье в селе Попова Гора Никольск-Уссурийского уезда.
В 1921 году окончил начальную школу в селе Барабаш. С 1926 года трудился сельскохозяйственным работником в Посьетовском районе. В последующие годы — кузнец колхоза «Трактор» Посьетовского района (1930—1931), кузнец оленеводческого колхоза имени Свердлова Посьетовского района (1932—1933), кузнец, тракторист в колхозе имени Калинина Посьетовского района (1933—1937).
В 1937 году депортирован на спецпоселение в Ташкентскую область Узбекской ССР.
С 1937 года — тракторист колхоза имени Будённого Нижне-Чирчикского района, с 1944 года — механик тракторной бригады № 4, бригадный механик, бригадир тракторной бригады 2-й Нижне-Чирчикской МТС.
В 1950 году бригада под руководством Пай Нам Себа собрала в среднем с каждого гектара по 76,3 центнера зеленцового стебля кенафа на участке площадью 398 гектаров. Указом Президиума Верховного Совета СССР от 15 октября 1951 года удостоен звания Героя Социалистического Труда с вручением ордена Ленина и золотой медали «Серп и Молот».
С 1958 года — бригадный механик, заведующий мастерскими колхоза имени Димитрова Аккурганского района Ташкентской области.
В 1971 году вышел на пенсию. Проживал в Ташкенте. Персональный пенсионер союзного значения.
Скончался в декабре 1976 года. Похоронен на кладбище бывшего колхоза имени Димитрова (сегодня — Куйичирчикский район).
Награды
- Герой Социалистического Труда
- Орден Ленина
- Медаль «За доблестный труд в Великой Отечественной войне 1941—1945 гг.»
- Медаль «В ознаменование 100-летия со дня рождения Владимира Ильича Ленина»